# Pere Belluga

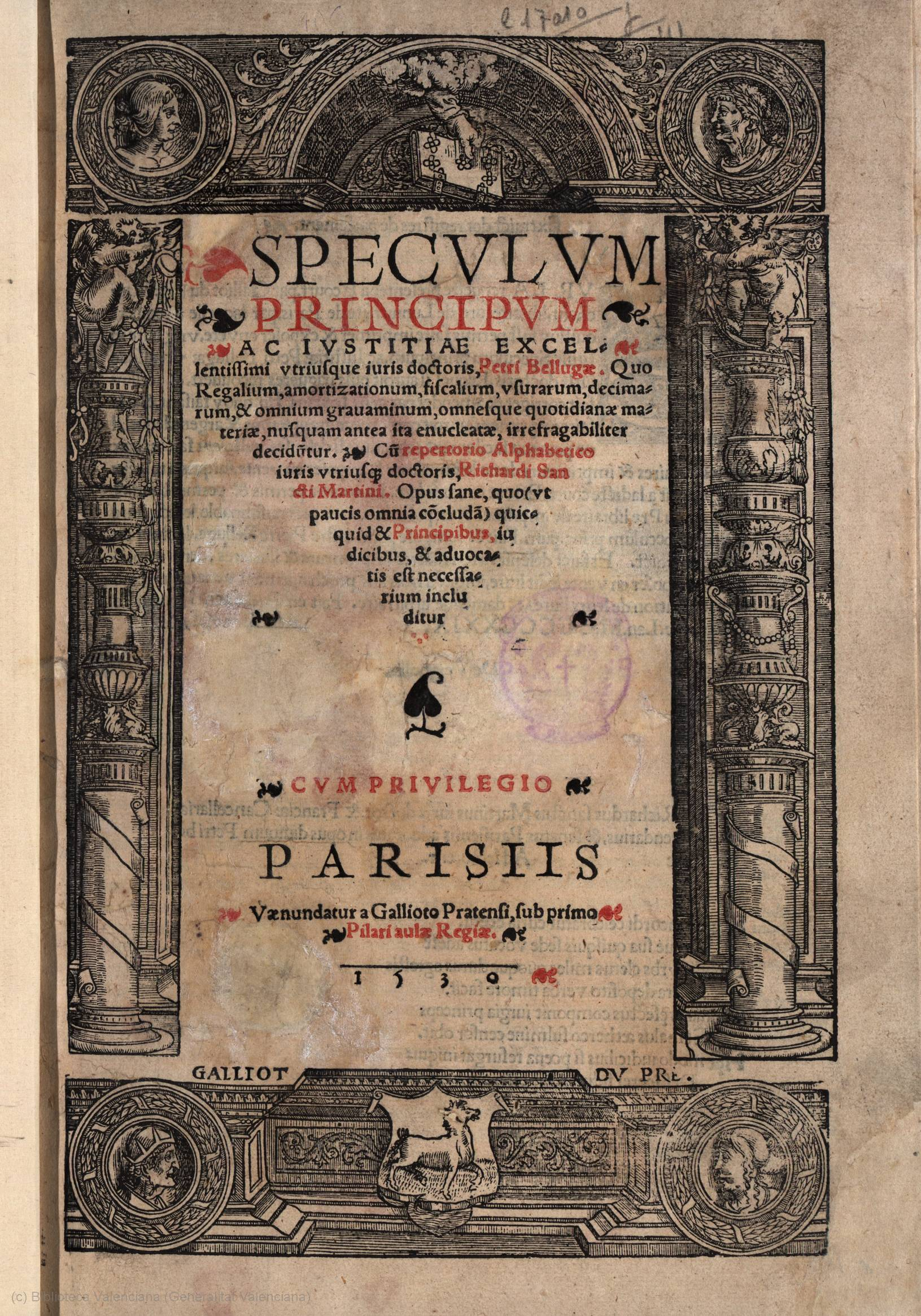
Pere Belluga: Speculum principum, París, 1530.

Pere Belluga (1392-1468) fue un jurista valenciano.
Estudió Derecho Civil y Derecho Canónico en el Real Colegio de España, adscrito a la Universidad de Bolonia. Como jurista ejerció como abogado defensor al servicio de clientes particulares, asesor del justicia criminal de Valencia —cargo de elección anual para el que fue elegido por primera vez en 1429—, juez-árbitro en causas diversas y abogado fiscal y patrimonial del reino de Valencia. En 1440 Alfonso V el Magnánimo lo desterró a Almansa desde donde pasó a Nápoles por haber irritado a su heredero, Juan II. En 1442 pudo regresar a Valencia donde ejerció como Mestre Racional de la corona, abogado de la ciudad, y de otras entidades.
Es autor de Speculum principum (Espejo de príncipes) escrito en latín entre 1437 y 1441 y publicado en París en 1530. Se trata de un tratado jurídico-político sobre el príncipe, las cortes y las libertades valencianas, dedicado a Alfonso el Magnánimo, que tuvo amplia difusión en Europa durante los siglos XVI y XVII.Falleció en su casa de la ciudad de Valencia en 1468.